# Maurica occidentalis
Maurica occidentalis là một loài bướm đêm thuộc phân họ Arctiinae, họ Erebidae.